# 乔舒亚·瑞恩·戈德堡
乔舒亚·瑞恩·戈德堡（英語：Joshua Ryne Goldberg，1995年5月14日—）是一名美国恐怖分子，因试图在九一一袭击事件14周年之际制造爆炸而被定罪，同时他还伪装成一名附属于ISIS組織的伊斯兰恐怖分子。
2015年5月，柯蒂斯展演中心槍擊案后，戈德堡的Twitter账号“Australi Witness”首次引起执法部门和媒体的关注。当时，德克萨斯州加兰市的一个展览上展出了穆罕默德的图片，两名袭击者在与警方的枪战中丧生。这名“Australi Witness”假扮成珀斯的聖戰者，呼吁对展览举办地发动袭击，并发布了地图，在展览结束后赞扬了圣战袭击者，在袭击前被其中一名袭击者转发。他还声称对袭击负责。
戈德堡还计划在澳大利亚发动恐怖袭击。
戈德堡最初被控散布与2015年堪萨斯城9/11纪念活动策划袭击有关的炸弹制造技术信息，他的审判被暂停，等待医生努力让他恢复能力，因为他有精神病史。
2017年12月20日，戈德堡承认了联邦政府对他的指控，即试图通过炸毁一栋建筑进行恶意破坏。2018年6月25日，戈德堡被判处在联邦监狱服刑10年并终身监管。

## 早期生活与教育
戈德堡是犹太人。他和父母住在佛罗里达州杰克逊维尔郊区的奥兰治公园。

## 在线活动
戈德堡以不同的笔名在网上发帖。

### 伊斯兰相关角色

#### Australi Witness
Australi Witness是一名网络人物，自称是来自澳大利亚的ISIS圣战分子，SITE Intelligence Group执行董事丽塔·卡茨（Rita Katz）称他在网络圣战圈子里拥有“声望很高的地位”。
2015年5月3日，在德克萨斯州加兰的柯蒂斯展演中心举行的反伊斯兰活动中，Australi Witness敦促对该活动发起攻击，并建议“德克萨斯州的兄弟们”带着“武器、炸弹或刀具”去那里“捍卫你们的先知”。 Australi Witness还向事件发布了地图。随后，两名男子，亚利桑那州凤凰城的居民埃尔顿·辛普森(Elton Simpson)和纳迪尔·苏菲(Nadir Soofi)，在试图袭击比赛时被警方击毙。FBI发现辛普森在袭击发生的当天早上转发了Australi Witness的推特账号。 Australi Witness称，他是多家媒体报道这起袭击事件的始作俑者，他称赞辛普森和苏菲为烈士，并在接受费尔法克斯媒体采访时对袭击事件表示支持。
Austali Witness在网上发布了一份50页的指南，介绍如何加入恐怖组织ISIS，后来又发布了一份澳大利亚犹太教堂的名单，表面上是为了鼓励他的支持者攻击他们。 他告诉一名自称圣战分子的联邦调查局(FBI)线人，自己正计划在墨尔本发动一次袭击。一名17岁的男子承认自己曾使用压力锅和管状炸弹策划了2015年墨尔本的母亲节爆炸案，但从未实施。调查发现，这名男子与戈德伯格有过接触。
据美国联邦调查局称，Australi Witness 在一个与 ISIS相关的网站上发布消息称，他招募了两个人，一个在洛杉矶，另一个在墨尔本，“在最多的犹太人祈祷时，使用枪支，向当地的犹太教堂开枪”，声称“整件事都是我的主意，我在每一步都帮助了他们”。
还声称曾为國際特赦組織工作，要求追随者以澳大利亚漫画家Larry Pickering为目标，并多次试图将自己与反伊斯兰恐惧症活动家Mariam Veiszadeh联系起来。

#### Junaid Thorne和假圣战主义者
据报道，戈德堡以澳大利亚穆斯林传教士Junaid Thorne的名义开设了一个假账户。戈德伯格还创建了一些假的圣战账户，这些账户与假的索恩账户互动，然后他将虚假互动的截屏发送给记者，其中至少有一名记者在2015年4月的《西澳大利亚人报》的一篇文章中发表了这种假的互动。
这些假冒的圣战分子角色还被用来诋毁大赦国际（Amnesty International）和人权法律中心（Human Rights Law Centre），声称这些假冒的圣战分子与这些组织有雇佣关系，或者向它们捐款。
这个人物在Facebook上被链接到戈德堡。

### 女性主义相关人物

#### 凯特琳·罗珀（Caitlin Roper）
据报道，戈德堡以反性剥削活动家凯特琳·罗珀（Caitlin Roper）的名义建立了一个虚假的Twitter帐户，据称他之所以生气是因为她努力使视频游戏俠盜獵車手V在澳大利亚被禁止。虚假帐户发送了针对跨性別社区的Promoted Tweets。

#### 坦妮娅·科恩（Tanya Cohen）
在这种伪装下，戈德堡伪装成一名反对言论自由的澳大利亚左翼女性活动人士。戈德堡的作品在很多地方都有发表，包括《思想目录》(Thought Catalog)、《科斯日报》(Kos diary);女权主义博客Feministing。《华尔街日报》(Wall Street Journal)专栏作家詹姆斯•塔兰托(James Taranto)为自己在2015年早些时候相信戈德堡以“塔尼亚•科恩”(Tanya Cohen)之名编造的骗局而道歉。《国家评论》(National Review)的查尔斯•库克(Charles Cooke)将塔兰托回应的这篇文章描述为“精妙的讽刺”，而Techdirt的迈克•马斯尼克(Mike Masnick)称之为“……这真是个绝妙的讽刺，因为它一开始就愚蠢到把你拉进去，让你相信它，然后，慢慢地，但肯定地，在一篇很长的文章中，它开始抛出更多荒谬的想法——滴……滴……那只是轻轻调高愤怒测量仪，以至于很多人甚至没有意识到这是讽刺。”
这个人物在Facebook上被链接到戈德堡。

### 白人至上主义者

#### European88 和Reddit
在Reddit上，戈德堡以“European88”的新纳粹身份发布了数千条种族主义帖子。在这个角色下，戈德堡创建并主持了许多有争议的Reddit社区，这些社区本质上是种族主义的，包括“r/CoonTown”版块的版主。
他创建或主持的许多看板，包括“r/CoonTown”，在2015年8月Reddit的内容政策修订期间被禁止。

#### Michael Slay
戈德堡在新纳粹网站“每日风暴”（The Daily Stormer）上以“Michael Slay”的名字发帖。
山姆·比德尔（Sam Biddle）在Gawker网站的一篇文章中评论了这个人物的一篇著名文章，文章讲述了如何从Reddit (尤其是“r/conspiracy”和“r/europe”子站）招募人才，称其为“招聘的肥沃土壤”。
在他被逮捕和揭露后，网站管理员删除了他的帖子。
他利用这个角色来批评Mariam Veiszadeh，写了不止一篇关于她的Daily Stormer文章。

### 其他人物角色

#### 以色列时报博客恶作剧
2015年4月，以色列时报的一个博客上发表了一篇文章，呼吁消灭巴勒斯坦人民。这篇文章表面上是由澳大利亚犹太律师乔希·伯恩斯坦（Josh Bornstein）撰写的，引发了广泛谴责。伯恩斯坦立即否认对这篇文章负责，该文章被《以色列时报》删除。 自那以后，人们普遍认为伯恩斯坦是一场骗局的受害者。
最初，人们认为这个恶作剧是白人至上主义者所为。2015年5月，伯恩斯坦面临来自戈德堡推特账户Australi Witness的在线威胁，后来得知这个恶作剧帖子最初是戈德堡设计的。

#### 强奸的哲学（Philosophy of Rape）
戈德堡被认为是“强奸哲学（Philosophy of Rape）”的幕后推手，该网站主张对“妓女和女权主义者”进行强奸矫正，并就如何做到这一点而不被抓获提供了建议。

### MoonMetropolis
戈德堡还活跃在Twitter、Reddit、Disqus等网站上，他的用户名为“MoonMetropolis”，是一名“言论自由的绝对主义者”，参与了“玩家门”事件的争论。他经常利用这个角色来批评他的其他角色的作品，比如反言论自由活动人士塔尼亚·科恩（Tanya Cohen），反驳他自己提出的观点。
戈德堡还在“思想目录”（Thought Catalog）网站上发表了关于言论绝对自由的强烈观点，他使用了“MoonMetropolis”和自己的名字。

## 揭露和刑事调查
有关Australi Witness呼吁加兰袭击的新闻报道首先引起了联邦调查局（FBI）的注意。澳大利亚联邦警察（AFP）提醒联邦调查局注意Australi Witness的真实身份，而AFP则由两名澳大利亚记者Elise Potaka和Luke McMahon提供信息。但根据联邦调查局在法庭上提交的宣誓书，当他们从AFP收到这一信息时，他们对戈德堡的调查已经开始了。Potaka和McMahon分别追踪并确认了Australi Witness账户背后的人，此人在Facebook上冒充Potaka，导致一系列事件将Australi Witness和Goldberg联系起来。联邦调查局还通过IP地址将其与戈德堡直接联系起来。
Australi证人通过具体的一弹瞄准在9月11日纪念活动的制造信息堪薩斯城联邦调查局线人，谁是冒充穆斯林极端。根据联邦调查局的说法，Australi Witness建议在告密者声称住在堪萨斯城附近后，告密者炸弹在堪萨斯城的纪念馆，并且还鼓励告密者在弹片中添加鼠药，使炸弹更加致命。Australi Witness在网上发布了他声称自己正在制造的炸弹的图片并向英国广播公司（BBC）记者Mike Wendling发送电子邮件，声称应归功于Curtis Culwell Center袭击，并警告说高压锅炸弹会在“美国中西部大城市”，2015年9月11日。
戈德堡于2015年9月9日被美国联邦调查局认定为Austali Witness后逮捕。据称，在联邦调查局对戈德堡的住所进行突袭后，戈德堡向特工们承认，他散布了有关在堪萨斯城制造炸弹的信息。戈德堡9月15日出现在法庭上，他被要求接受30天的精神健康评估，以确定他是否适合出庭受审。
在他被捕后，戈德堡曾被诊断患有精神分裂症和焦虑症。2015年12月14日，在迈阿密联邦拘留所接受监狱心理学家丽莎·费尔德曼的检查后，美国地方法官James Klindt裁定戈德堡精神失常，不能出庭受审，并命令戈德堡在联邦医疗中心接受为期四个月的精神治疗。戈德堡于2016年6月15日再次出现在Klindt面前，被监狱精神病学家描述为“有所改善”，他有“很好的机会”受审。Klindt 计划于2016年10月15日再次更新状态。戈德堡的律师保罗·肖斯坦后来声称，戈德堡患有阿斯伯格综合症，并被诊断为临床抑郁症。戈德堡的辩护人随后声称，戈德堡患有自闭症，实际上想成为一名记者，而且在他的恶搞活动中取得了“令人印象深刻”的新闻进展。
2017年12月20日，戈德堡在美国佛罗里达州中央区地方法院认罪，承认试图通过炸毁一栋建筑进行恶意破坏。根据认罪协议，戈德堡还声称在澳大利亚墨尔本策划了一起恐怖袭击。
2018年6月25日，戈德堡被判在北卡罗来纳州巴特纳的联邦监狱服刑10年，随后终身监管释放。